# 馬塔加爾帕

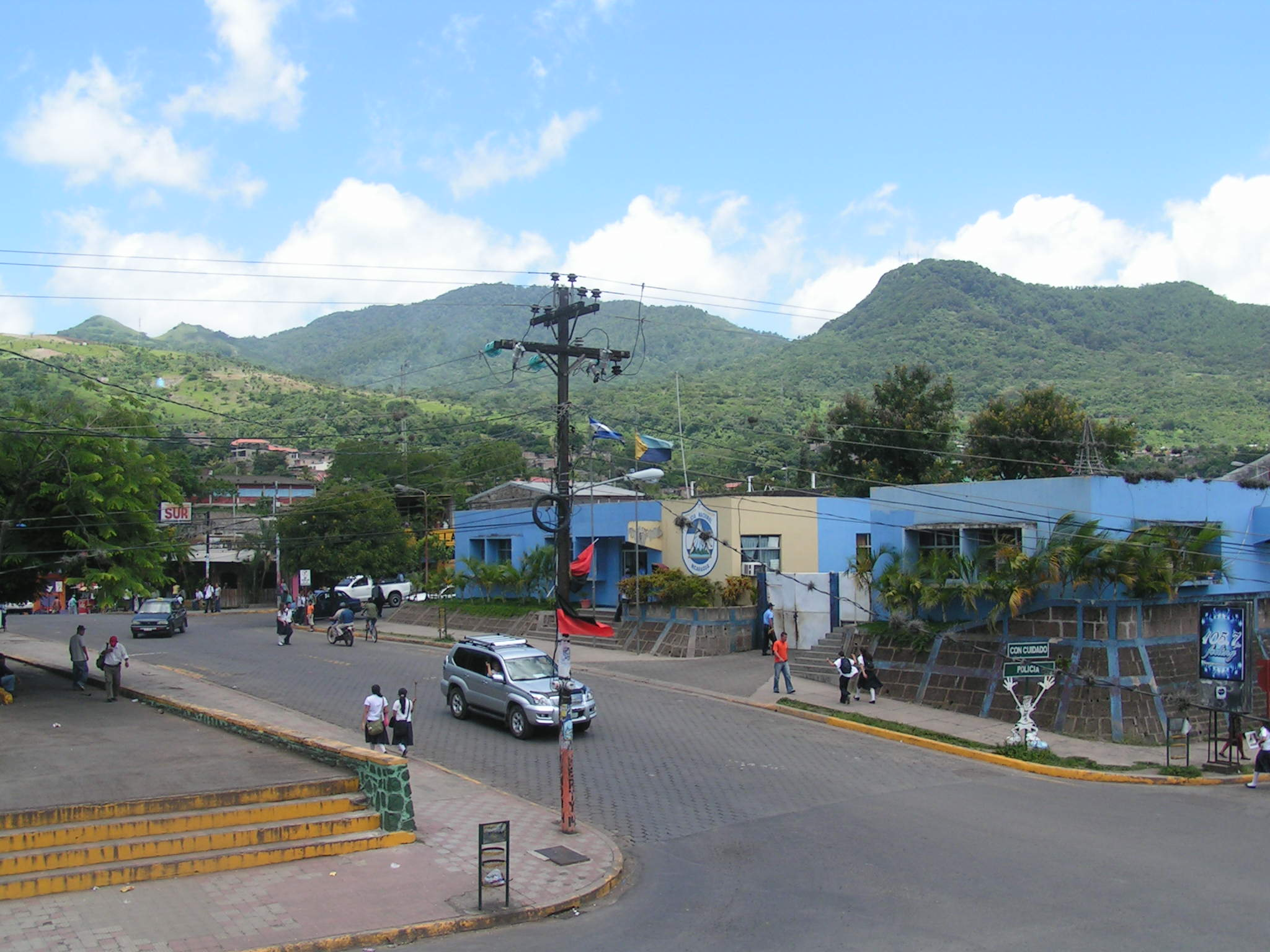
馬塔加爾帕

馬塔加爾帕（西班牙語：Matagalpa）是尼加拉瓜的城市，也是馬塔加爾帕省的首府，位於該國中部，距離首都馬拿瓜132公里，始建於1851年4月5日，面積640.65平方公里，海拔高度680米，2005年人口109,100。
12°55′N 85°55′W / 12.917°N 85.917°W